# Rinaldo Arconati
Rinaldo Arconati (Milano, 26 luglio 1841 – Varese, 17 febbraio 1928) è stato un militare e politico italiano.

## Biografia
Figlio di un medico condotto nel 1860 abbandona gli studi per aggregarsi ai mille di Garibaldi, aggregato alla 7ª compagnia al comando di Benedetto Cairoli. Dopo la campagna di Sicilia, promosso sottotenente, svolge il servizio militare, quindi riprende gli studi. Si laurea in giurisprudenza e si dedica alla professione di avvocato. Prende parte alla terza guerra d'indipendenza e alla spedizione su Roma del 1867. Repubblicano intransigente viene eletto deputato nelle file del Partito Radicale Italiano dal 1900 al 1904